# Enlighten the Darkness (Angel Dust)
Enlighten the Darkness is het vijfde studioalbum van de Duitse powermetalband Angel Dust.

## Tracklijst
1. "Let Me Live" - 5:53
2. "The One You Are" - 5:29
3. "Enjoy!" - 5:52
4. "Fly Away" - 6:47
5. "Come Into Resistance" - 5:24
6. "Beneath The Silence" - 3:05
7. "Still I'm Bleeding" - 4:18
8. "I Need You" - 5:21
9. "First In Line" - 1:15
10. "Cross Of Hatred" - 4:59
11. "Oceans Of Tomorrow" - 4:17

## Bezetting
- Dirk Thurisch - vocalen
- Bernd Aufermann - gitaar
- Frank Banx - basgitaar
- Steven Banx - keyboard
- Dirk Assmuth - drumstel